# واربرتن، استرالیای غربی
واربرتن (به انگلیسی: Warburton) یک شهرک در استرالیا است که در استرالیای غربی واقع شده‌است.